# Arta Dobroshi

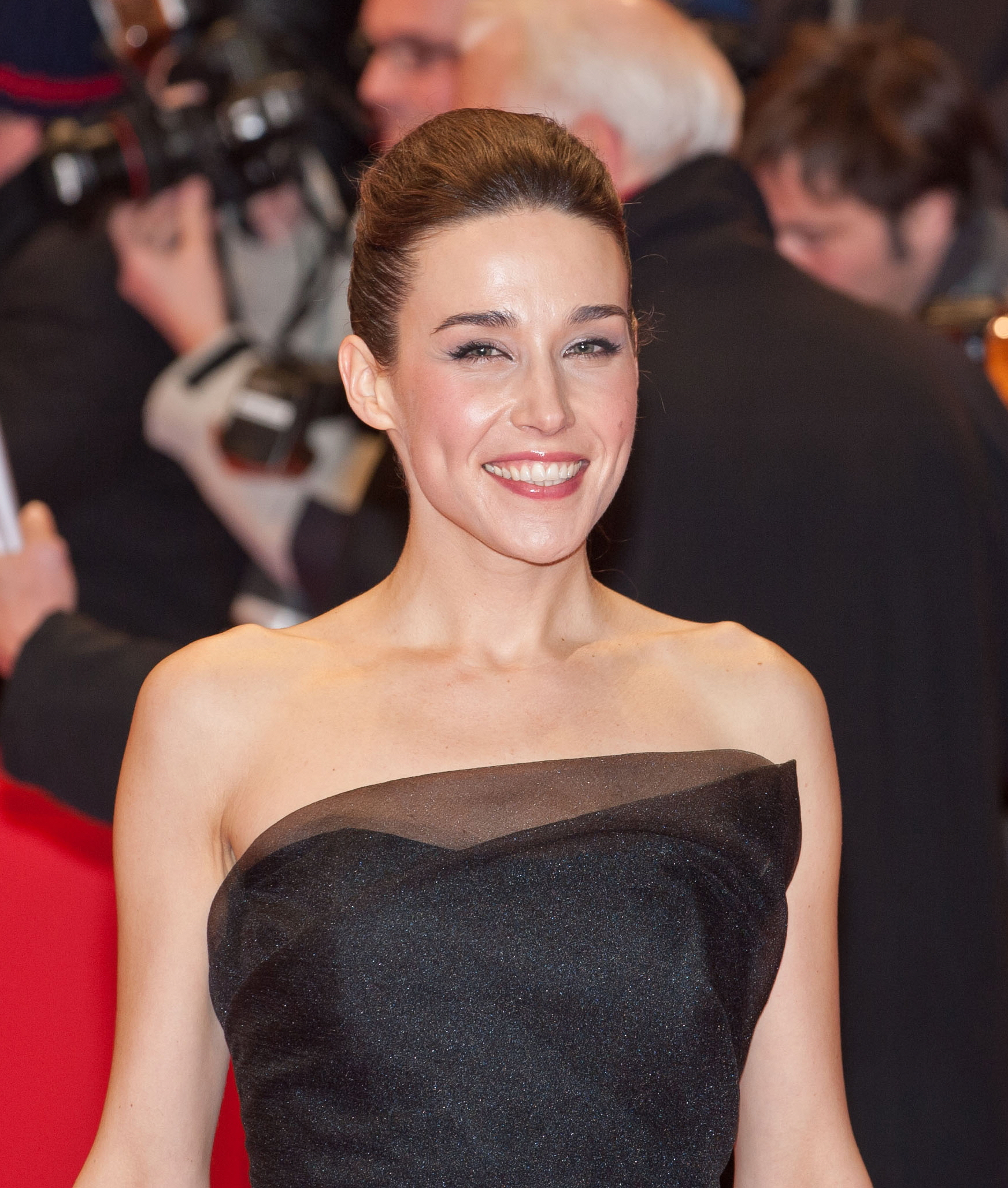
Arta Dobroshi

Arta Dobroshi (Pristina, 2 oktober 1979) is een Kosovaarse actrice. Ze werd genomineerd voor een European Film Award voor haar hoofdrol in het Belgische Le silence de Lorna. Deze film ging in première op het Filmfestival van Cannes van 2008.

## Filmografie
- Le silence de Lorna (2008, aka Lorna's Silence)
- Smutek paní Snajdrové (2008, aka The Sadness of Mrs. Snajdrova)
- Syri magjik (2005, aka Magic Eye)

- Bibsys: 9075187
- Biblioteca Nacional de España: XX5125696
- Bibliothèque nationale de France: cb16159383q (data)
- Gemeinsame Normdatei: 1061250768
- International Standard Name Identifier: 0000 0001 1945 0691
- Library of Congress Control Number: no2010023013
- Nederlandse Thesaurus van Auteursnamen: 318887517
- Système universitaire de documentation: 132805693
- Virtual International Authority File: 107413443
- WorldCat: E39PBJj4pV6D3kBfQJkX8BYdcP